# (6012) Williammurdoch
(6012) Williammurdoch est un astéroïde de la ceinture principale.

## Description
(6012) Williammurdoch est un astéroïde de la ceinture principale. Il fut découvert le 22 septembre 1990 à Siding Spring par Robert H. McNaught. Il présente une orbite caractérisée par un demi-grand axe de 2,63 UA, une excentricité de 0,34 et une inclinaison de 18,3° par rapport à l'écliptique.

## Compléments